# Daddy Freddy

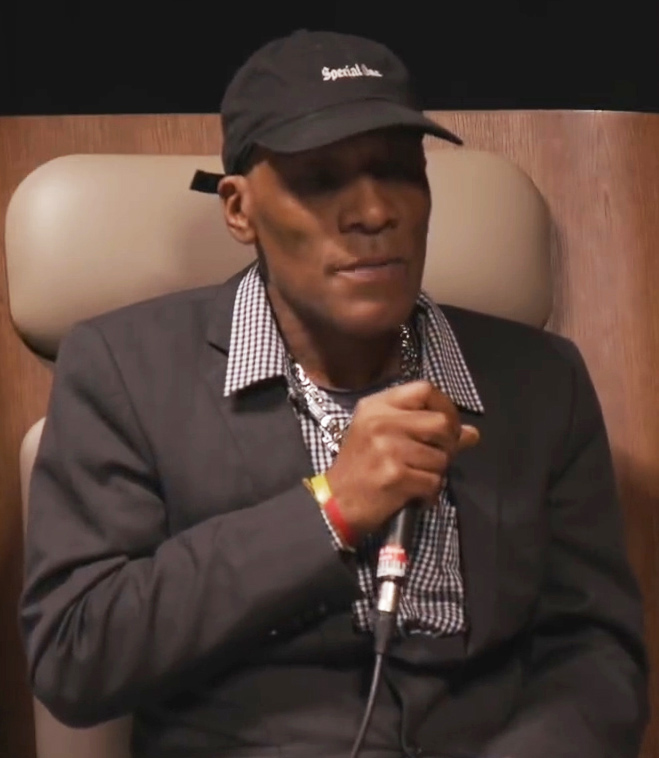
2019

Daddy Freddy (* 3. September 1965 in Kingston, Jamaika als Frederic Nelson) ist ein jamaikanischer Musiker, der als einer der Begründer des Raggamuffin gilt.

## Biografie
Daddy Freddy wuchs in Trenchtown in der Nachbarschaft von Jacob Miller und Ranking Joe auf. Letzterer brachte ihm die Grundkenntnisse eines DJs bei. Nach ersten Auftritten mit seinem Onkel schloss er sich zunächst Lt. Stitchie und später Sugar Minott an. Die Gigs mit Minotts Youthman Promotion Sound System machten ihn auf der Insel bekannt, woraufhin aus seinem ersten Album Body Lasher insgesamt sechs Top-Ten-Singles ausgekoppelt wurden.
Freddy zog in den 1980ern nach England, unterschrieb bei dem Label Music Of Life und produzierte mit Asher D. das Album Ragamuffin Hip-Hop, welches eine Verschmelzung von Dancehall, Reggae und Hip-Hop war. Der neuartige Stil erfreute sich Ende der 1980er in Großbritannien größerer Beliebtheit.
Das 1992er Album Raggamuffin Soldier war auch in den USA erfolgreich. Daddy Freddy erhielt dadurch die Chance, mit Musikern wie Cypress Hill, Dr. Dre, Frankie Paul, Sly & Robbie, David Morales und Beats International zu arbeiten. Von The Prodigy über Salt’N’Pepa bis KRS One verwendeten auch zahlreiche Acts seine Stimme.
Durch seinen Erfolg und den damit verbundenen Tour-Stress brauchte Freddy eine kreative Pause und wollte seiner Familie mehr Zeit widmen. Er kehrte deshalb nach Jamaika zurück, wo er Dancehall-Material aufnahm. Nach einiger Zeit zog es ihn aber doch wieder nach England, wo 2000 seine neue Kollaboration mit The Rootsman im Album Old School – New School und einem UK-Comeback mündete.
Als schnellster Rapper der Welt stand er zeitweilig im Guinness-Buch der Rekorde.

## Diskografie
| - 1986: Body Lasher – Sunset – Album - 1988: Ragamuffin Hip-Hop (with Asher D) – Profile Album - 1988: Brutality (with Asher D) – Music Of Life Single - 1989: We Are the Champions – Chrysalis Single - 1989: Cater Fi She – Exterminator Album - 1989: Londons Finest – Music Of Life Album - 1989: Kreem of the Krop – Music Of Life Album - 1989: Music of Life Hustlers Convention – Music Of Life Album - 1990: Ragga House (with Simon Harris) – Music Of Life Single - 1990: Respect – Music Of Life Single - 1990: Don’t Stop the Music – Living Beat Rec Single - 1990: Freddy’s Back (with Duke/Royal Family) – Music Of Life Single - 1991: Stress – Chrysalis Album | - 1991: Daddy Freddy’s in Town – Chrysalis Album - 1991: The Crown – Music Of Life Single - 1992: Raggamuffin Soldier – Capitol Album - 1992: Haul and Pull – Chrysalis Single - 1992: Dancehall Clash (with Tenor Fly) – Live Single - 1993: Respect Due (with Heavy D & Frankie Paul) – Music Of Life Single - 1993: Respect Due (Sly & Robbie Remixes) – Music Of Life Single - 1994: Pain Killa – Music Of Life Single - 1994: The Big One – Music Of Life Album - 1996: Greatest Hits – Living Beat Album - 1997: Freddy’s in the Jungle (Japanese Single) – Single - 2000: Old School New School – BSI Third Eye Album - 2004: Hardcore – P.O.T. music Album - 2006: Jah never Failed I yet – Rebel Cuts Single |